# Leere Menge
Die leere Menge ist ein grundlegender Begriff aus der Mengenlehre. Man bezeichnet damit die Menge, die keine Elemente enthält. Da Mengen über ihre Elemente charakterisiert werden und zwei Mengen genau dann gleich sind, wenn sie dieselben Elemente haben (siehe Extensionalitätsaxiom der Mengenlehre), gibt es nur eine einzige leere Menge.
Die leere Menge ist nicht mit einer Nullmenge zu verwechseln, welche eine Menge mit dem Maß null ist. Eine solche Menge kann sogar unendlich viele Elemente enthalten.

## Notation und Codierung
Als Zeichen für die leere Menge hat sich das von André Weil eingeführte und von Nicolas Bourbaki verwendete Zeichen {\displaystyle \varnothing } (ein durchgestrichener Kreis) weitgehend gegenüber anderen Notationen (wie {\displaystyle \Lambda } oder {\displaystyle {\mathit {\Phi }}}) durchgesetzt. Eine typographische Variante davon ist {\displaystyle \emptyset } (ein durchgestrichenes schmales Oval). Vor allem in der Schulmathematik wird die leere Menge auch gern durch eine leere Mengenklammer dargestellt: {\displaystyle \left\{\right\}}. Dieses Zeichen wirkt einem Missverständnis entgegen: Die leere Menge ist nicht nichts, sondern eine Menge, die nichts enthält.
Das ∅ ist in HTML als &#8709; bzw. als &empty; kodiert; in Unicode als U+2205 und in LaTeX als \varnothing. Alternativ gibt es in LaTeX das Symbol {\displaystyle \emptyset }, das durch \emptyset erzeugt wird. Nicht verwechselt werden sollte es mit dem ähnlich aussehenden Durchmesserzeichen ⌀, das als U+2300 kodiert ist, oder dem skandinavischen Buchstaben Ø (U+00D8 bzw. U+00F8).

## Leermengenaxiom
Ein Axiom, das die Existenz einer leeren Menge fordert, wurde erstmals 1907 von Ernst Zermelo in der Zermelo-Mengenlehre formuliert. Es wurde später in die Zermelo-Fraenkel-Mengenlehre ZF und andere axiomatische Mengenlehren übernommen. Dieses Leermengenaxiom lautet verbal: Es gibt eine Menge, die keine Elemente enthält. Die präzise logische Formel lautet:
{\displaystyle \exists M\colon \forall X\colon \lnot (X\in M)}
Die Eindeutigkeit der leeren Menge folgt aus dem Extensionalitätsaxiom. Die Existenz der leeren Menge folgt mit dem Aussonderungsaxiom aus der Existenz irgendeiner anderen Menge. In ZF, das im Unendlichkeitsaxiom die Existenz einer Menge fordert, ist das Leermengenaxiom damit entbehrlich.

## Eigenschaften
- Die leere Menge ist Teilmenge jeder Menge:
{\displaystyle \emptyset \subseteq A}
- Jede Menge bleibt bei Vereinigung mit der leeren Menge unverändert:
{\displaystyle \emptyset \cup A=A}
- Für jede Menge ist der Durchschnitt mit der leeren Menge die leere Menge:
{\displaystyle \emptyset \cap A=\emptyset }
- Für jede Menge ist das kartesische Produkt mit der leeren Menge die leere Menge:
{\displaystyle \emptyset \times A=\emptyset }
- Die einzige Teilmenge der leeren Menge ist die leere Menge:
{\displaystyle A\subseteq \emptyset \Rightarrow A=\emptyset }
- Daraus folgt, dass die Potenzmenge der leeren Menge genau ein Element enthält, nämlich die leere Menge selbst:
{\displaystyle {\mathcal {P}}(\emptyset )=\left\{\emptyset \right\}}
- Für jede widersprüchliche Aussage oder nicht erfüllbare Eigenschaft {\displaystyle E(x)} gilt:
{\displaystyle \emptyset =\left\{x\mid E(x)\right\}}, z. B. {\displaystyle \emptyset =\left\{x\mid x\neq x\right\}} oder {\displaystyle \emptyset =\left\{x\in \mathbb {Z} \mid x+1=x+2\right\}}

Damit ist die leere Menge insbesondere die Lösungsmenge einer Gleichung oder Ungleichung, die keine Lösung besitzt.
- Jede Existenzaussage über Elemente der leeren Menge, etwa
„Es existiert ein x aus {\displaystyle \emptyset }, sodass gilt …“

ist falsch, denn es gibt kein Element, das die Bedingung erfüllen könnte.
- Jede Allaussage über Elemente der leeren Menge, etwa
„Für alle Elemente der Menge {\displaystyle \emptyset } gilt …“

ist wahr, denn es gibt kein Element, für das die fragliche Forderung falsch sein könnte.
- Sei {\displaystyle A} eine Menge und {\displaystyle f\colon A\to \emptyset } eine Abbildung. Dann ist {\displaystyle A} die leere Menge.
- Die leere Menge ist die einzige Basis des Nullvektorraums.
- Die leere Menge ist definitionsgemäß in jedem topologischen Raum zugleich abgeschlossen und offen.
- Jede endliche Teilüberdeckung enthält die leere Menge, also ist die leere Menge kompakt.
- Ebenfalls per definitionem ist die leere Menge in jedem Maßraum eine messbare Menge und besitzt das Maß 0.

## Die leere Funktion
Die leere Menge ist insbesondere eine leere Menge geordneter Paare und damit eine Abbildung. Daher gibt es für jede Menge {\displaystyle A} genau eine Abbildung
{\displaystyle f\colon \emptyset \to A},
nämlich {\displaystyle f=\emptyset }, die sogenannte leere Abbildung oder leere Funktion. Das kann man auch so formulieren:
Die leere Menge ist das Anfangsobjekt in der Kategorie der Mengen.
Im Gegensatz dazu gibt es nur für {\displaystyle A=\emptyset } eine Funktion {\displaystyle A\to \emptyset }.

## Kardinalität der leeren Menge
Die leere Menge ist die einzige Menge mit der Kardinalität (Mächtigkeit) null:
{\displaystyle \left\vert \emptyset \right\vert =0.}
Sie ist daher auch der einzige Repräsentant der Kardinalzahl 0 und der Ordinalzahl 0. Insbesondere ist sie eine endliche Menge.
Die leere Menge ist auch die einzige Menge, die durch ihre Kardinalität bereits eindeutig bestimmt ist. (Für jede andere Kardinalzahl ist die Klasse der Mengen dieser Kardinalität sogar echt.) 